# Christian Rohlfs
Christian Rohlfs, född 22 november 1849 i Groß Niendorf i Schleswig-Holstein, död 8 januari 1938, var en tysk målare och trots sin höga ålder en framträdande representant för tysk expressionism. 

## Biografi
1937, när Rohlfs var närmare 90 år, beslagtog Propagandaministeriet över 500 av hans arbeten från tyska museer och offentliga samlingar. 164 akvareller, 242 grafiska blad, 85 oljemålningar, 2 gobelänger och 13 teckningar. Bara från hans eget museum, Christian Rohlfs-Museum i Hagen (numera Osthaus Museum Hagen) togs 450 verk i beslag. Några visades på den ökända vandringsutställningen "Entartete Kunst" (1937-41). Den 13 september 1937 antecknade Joseph Goebbels i sin dagbok: ”Med Vetter, tema degenererad konst. Han ville skydda Rohlfs. Men jag kurerar honom." Konstnären fick yrkesförbud av den nationalsocialistiskt likriktande riksorganisationen för konstnärer, Reichskammer der bildenden Künste. Den 7 januari 1938, en dag före sin död, uteslöts han ur Preußische Akademie der Künste i Berlin, en plats han hade förärats på sin 75-årsdag 1924.

## Målningar

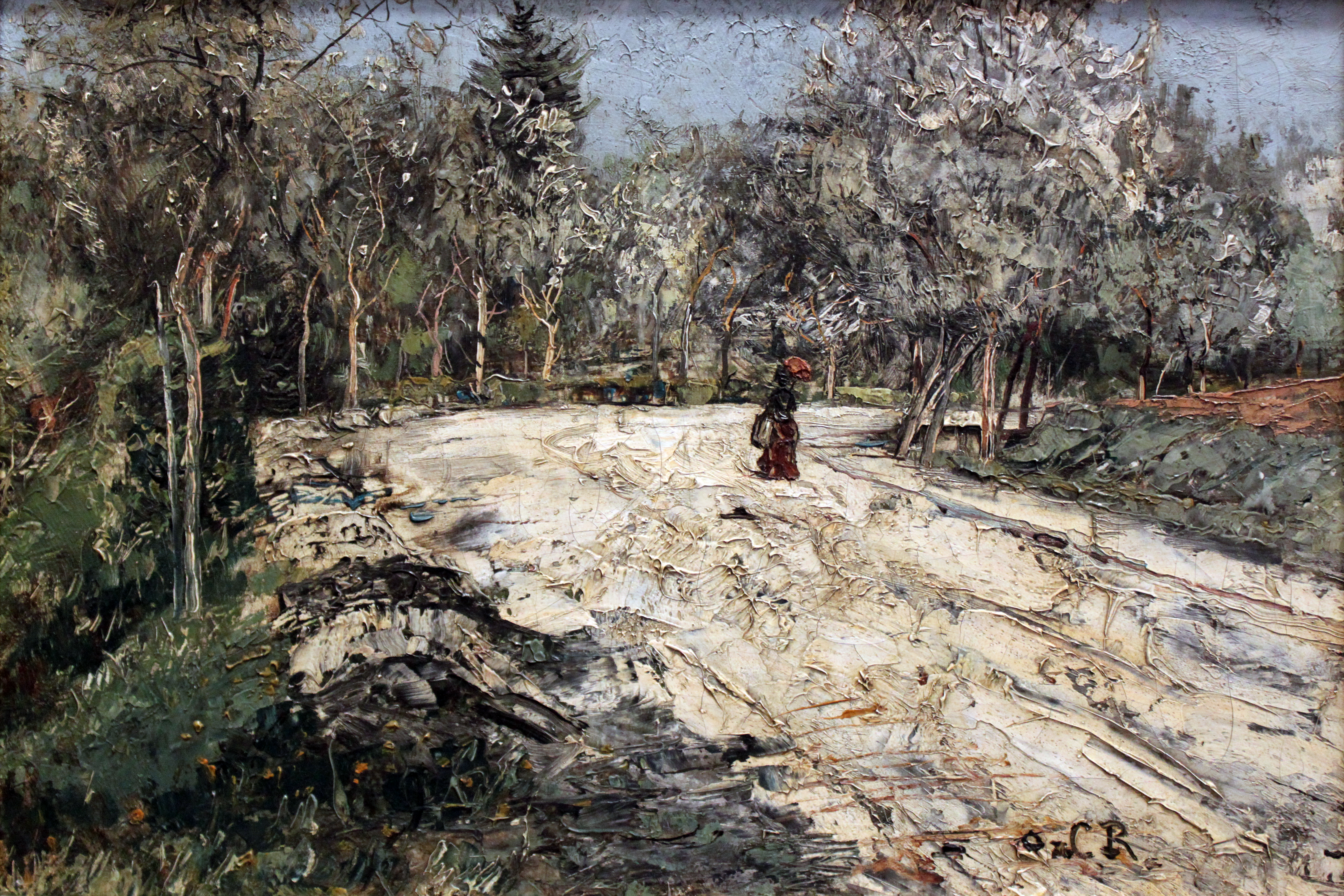
Berkaer Landstraße (1889), Alte Nationalgalerie.
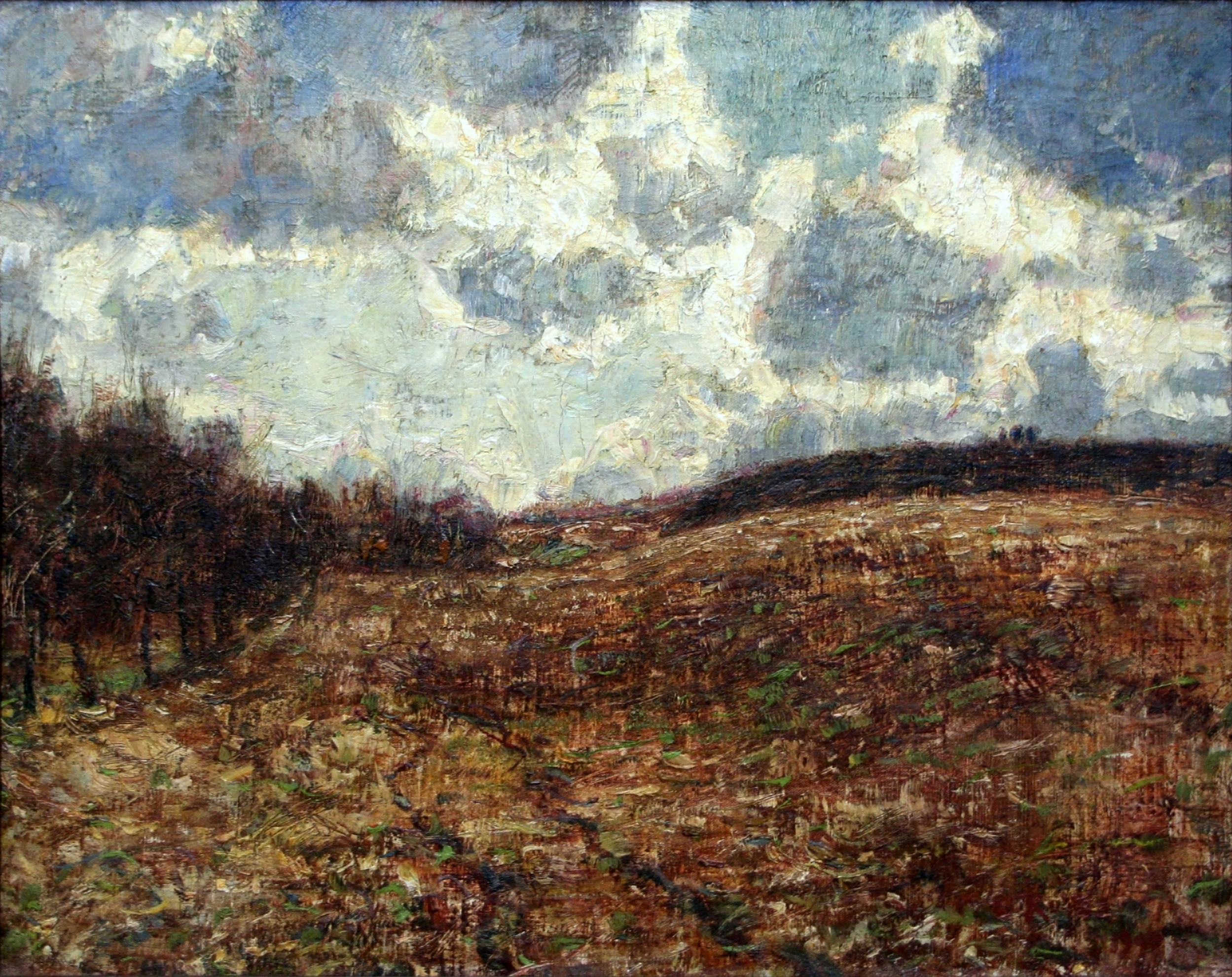
Hügelige Landschaft im Spätherbst / Backigt landskap på senhösten (1900), olja på duk, 62x78cm. Alte Nationalgalerie, inköpt 1961.
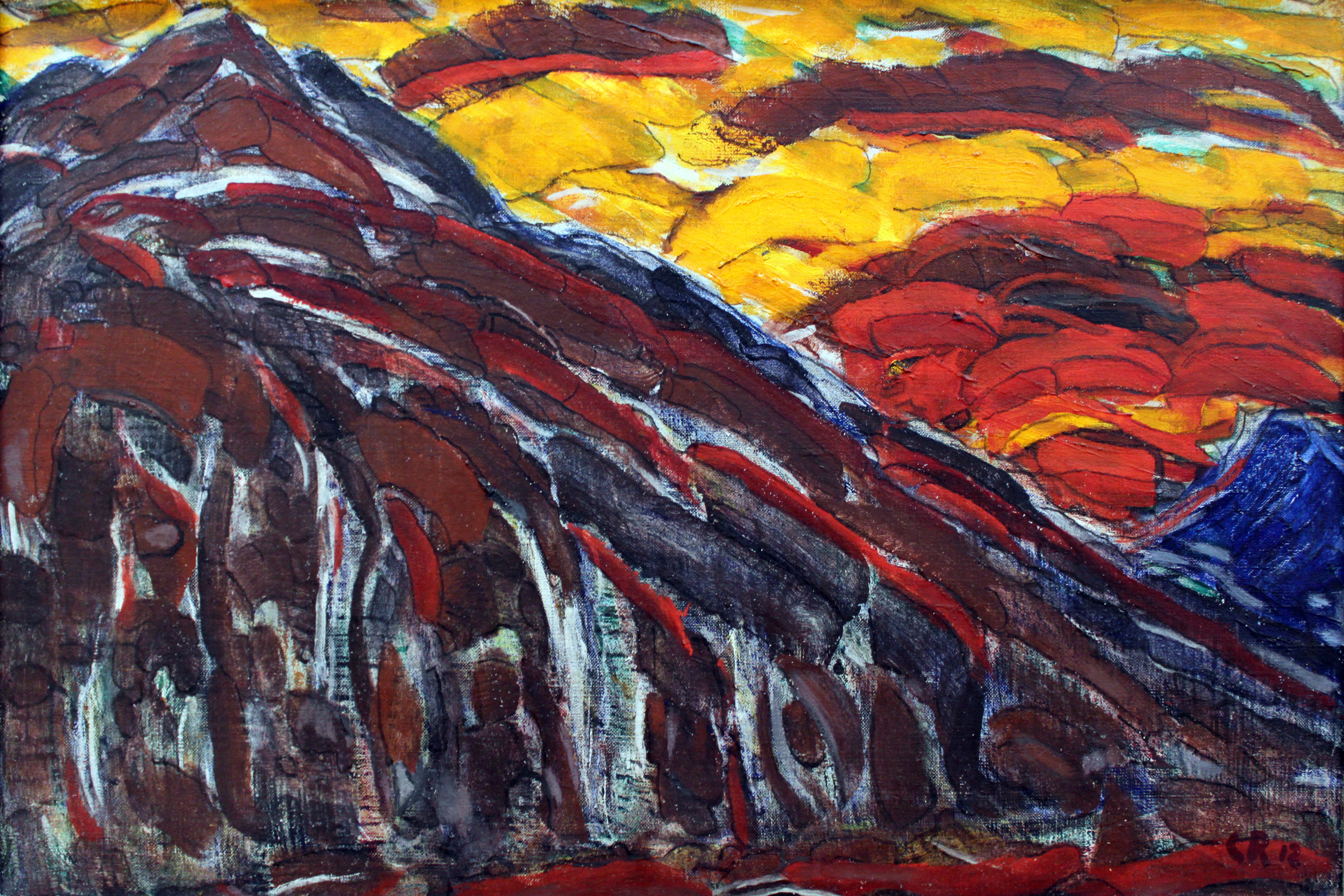
Visionäre Landschaft (1912), Germanisches Nationalmuseum.
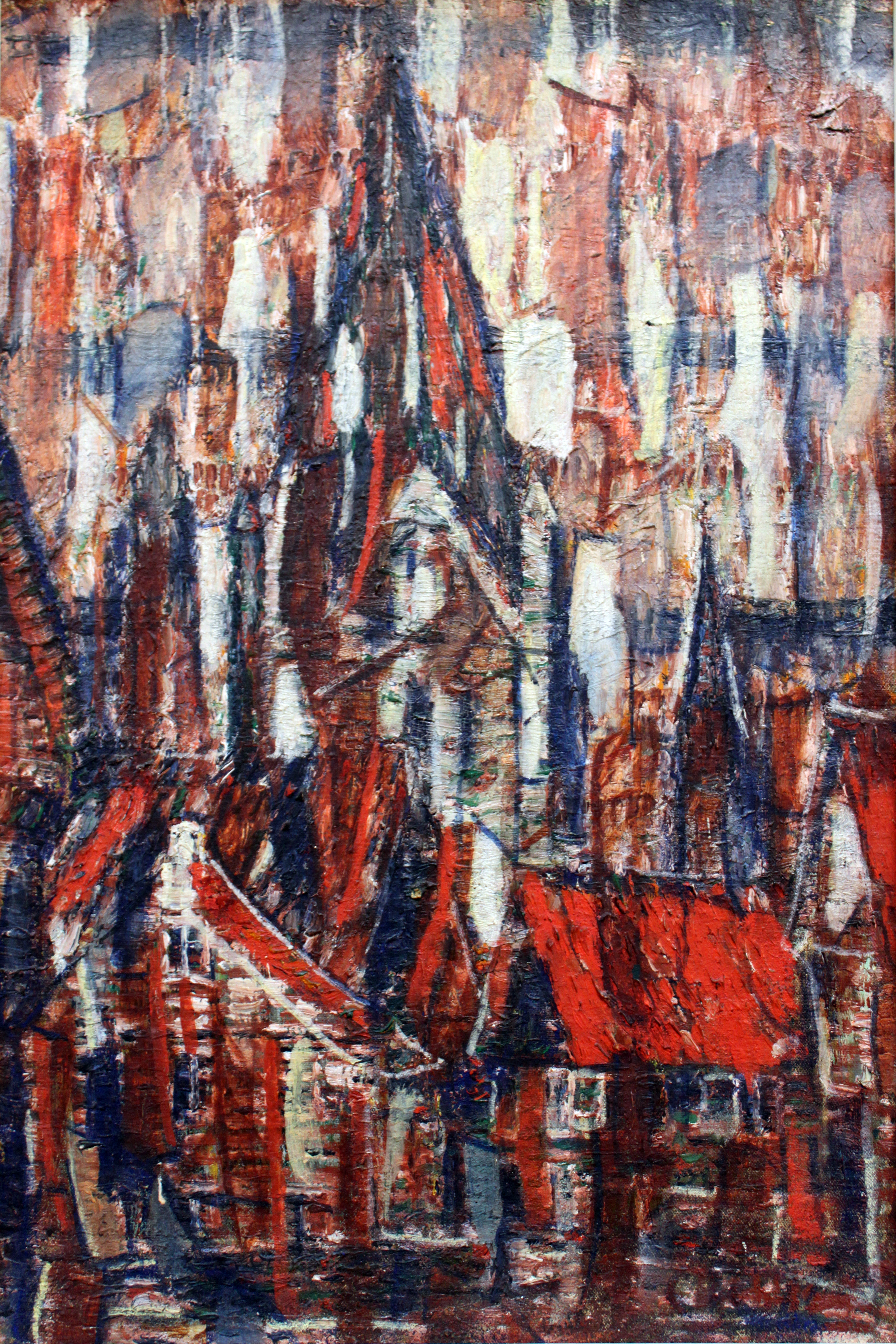
Stiftskirche St. Patrokli in Soest / Stiftskyrkan i Soest (1912), Germanisches Nationalmuseum.
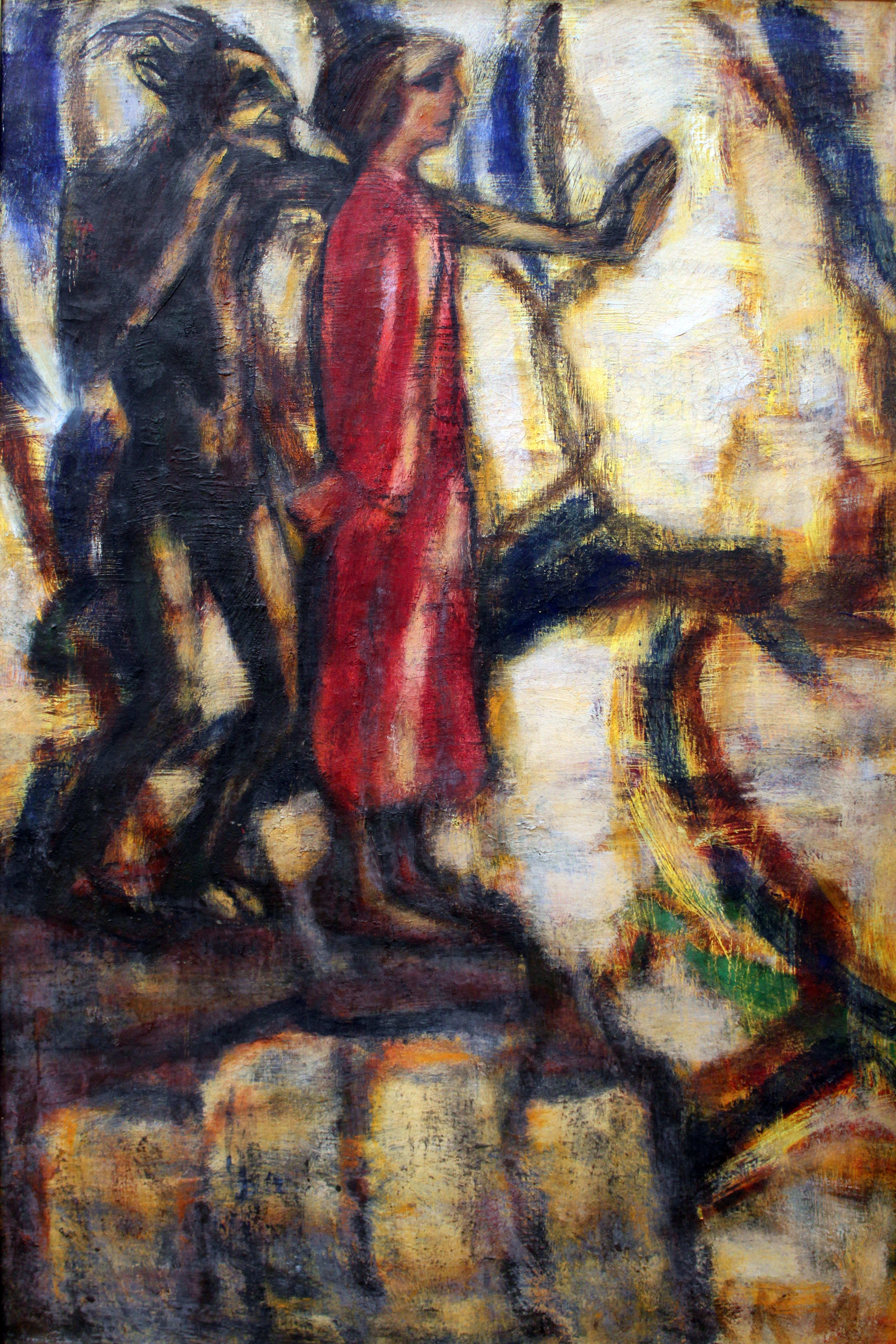
Versuchung Christi / Kristi frestelse (1914), Germanisches Nationalmuseum.
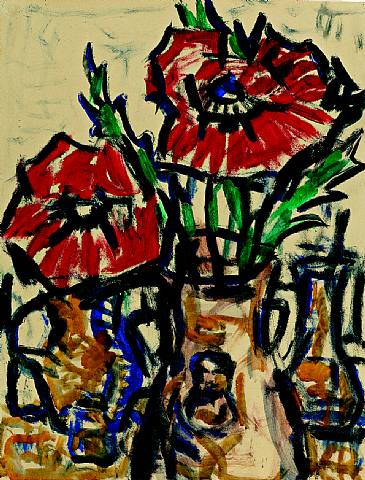
Papageientulpen / Papegojtulpaner (omkring 1917), akvarell på papper, 65x49cm.
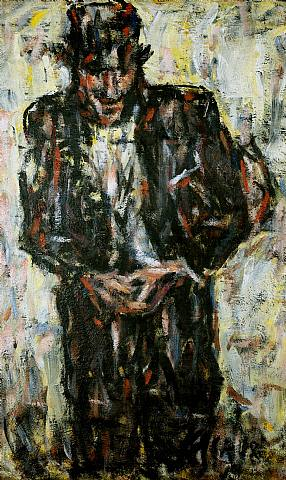
Gauner / Skurk (1918), tempera på duk, 101x61cm. Privat ägo.
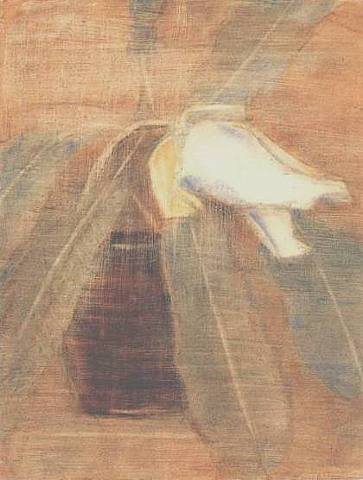
Magnolienknospe im Krug / Magnoliaknopp i kruka (omkring 1920), tempera på papper, 65x50cm. Privat ägo.
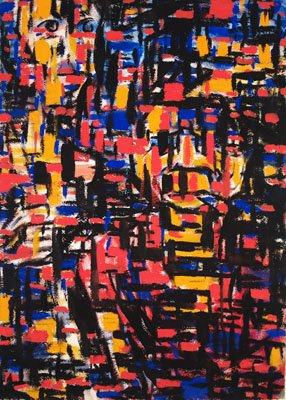
Phantastisches Mosaik (1921), vattentempera och gouache på papper, 67x48cm.
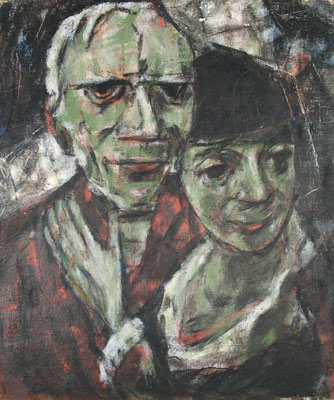
Selbstbildnis mit Frau / Självporträtt med fru (1921–22), olja på duk, 52x44cm. Privat ägo.